# Fino a qui (Tiromancino)
Fino a qui è il dodicesimo album in studio del gruppo musicale italiano Tiromancino, pubblicato il 28 settembre 2018.

## Tracce
1. Sale, amore e vento – 3:50
2. Noi casomai – 3:53
3. La descrizione di un attimo (feat. Jovanotti) – 4:25
4. Due destini (feat. Alessandra Amoroso) – 4:07
5. Per me è importante (feat. Tiziano Ferro) – 4:23
6. Un tempo piccolo (feat. Biagio Antonacci) – 5:25
7. Liberi (feat. Giuliano Sangiorgi) – 3:36
8. Amore impossibile (feat. Elisa e Mannarino) – 4:24
9. Se mi verrai a cercare (feat. Alborosie) – 3:21
10. Muovo le ali 2018 (feat. Fabri Fibra) – 4:28
11. I giorni migliori (feat. Thegiornalisti) – 4:14
12. Strade (feat. Calcutta) – 3:29
13. Imparare dal vento (feat. Luca Carboni) – 4:48
14. Settembre scordati di noi – 3:40
15. Immagini che lasciano il segno (feat. Lilly Z) – 4:34
16. Piccoli miracoli (Acoustic Version) – 4:41

## Classifiche
| Classifica (2018) | Posizione massima |
| ----------------- | ----------------- |
| Italia            | 3                 |